# Lágymányosi zsinagóga
A Lágymányosi zsinagóga egy mára már eredeti funkciójában nem működő zsidó vallási épület Budapest XI. kerületében.

## Címe
- 1113 Budapest, Bocskai út 37.

## Története
A Lágymányosi zsinagógának a XI. kerület Bocskai út 37. (akkori címén a Zsombolyai u. 6.) szám adott helyet. Avatására 1936. szeptember 13-án került sor díszes ünnepség közepette. A zsinagóga a sok viszontagság ellenére, a legnehezebb időkben is helytállva, negyedévszázados működése után, az 1960-as évek elején zárta be végleg kapuit. A Lágymányosi Zsinagóga régi épülete ma már nem tölt be vallási szerepet, közössége a XI. kerületben lévő Károli Gáspár tér 5. sz. alatt lévő épületbe költözött, majd 2007-ben felvette a Bét Sálom nevet.

### A Lágymányosi zsinagóga és a dél-budai zsidó közösség története
A dél-budai zsidó közösség nagyságát jól mutatta, hogy az 1930-as években négy imaház is működött Lágymányoson, illetve Kelenföldön, ezért szükség volt egy zsinagóga megépítésére. 1936-ban került sor az új zsinagóga átadására a közösség számára. A negyvenes évek elejétől a zsinagóga férfi tagjainak száma a munkaszolgálat miatt jelentősen csökkent. Az 1943-44-ben a zsinagóga imaházi szerepe mellett tanulóhelyként is szolgált a Baracs Károly elemi iskola részére. 1944-ben, rövid idővel a német megszállás után a hatóságok raktár céljára vették igénybe a templomot, ezért a zsinagóga közössége kénytelen volt az istentiszteleteket a Váli-utcai zsidó elemi iskola épületében megtartani. Ez időben a rabbi szerepét dr. Takács Pál töltötte be. 1944-45-ben a német hadsereg istállónak használta az épületet. A hívők erejét mutatja, hogy a felszabadulás után, 1945 szeptemberében a zsinagóga ismét megnyitotta kapuit.  A zsinagóga végét az 1950-ben történt államosítás jelentette. 1966-ban a Tudományos Ismeretterjesztő Társulat vette meg az épületet. A zsinagóga helyén a TIT egy természettudományi stúdiót rendezett be. A vétel az épületet nemcsak építészeti egyedülállóságától, hanem vallási mivoltától is megfosztotta. A megfogyatkozott hívők számára a budai Károli Gáspár téren egy régi villaépület szolgált és szolgál a mai napig is az új imaháznak, Bét Sálom zsinagóga néven.

### A Lágymányosi zsinagóga felavatása
A zsinagóga megnyitó ceremóniáján ünnepélyes köszöntők, tekintélyes hivatalnokok, építészmérnökök, valamint elismert hitéleti vezetők fogadták a közösség tagjait. A kormány, a székesfőváros és a fegyveres testületek képviselői is tiszteletüket tették az átadón. A felekezeti vezetők között Stern Samu udvari tanácsos; a Pesti Izraelita Hitközség és az Országos Iroda elnöke, Wertheimer Adolf; a Budai Izraelita Hitközség elnöke, Krieszhaber Adolf és a Budai Hitközség alelnöke, Csobádi Samu is jelen volt. Továbbá a templomkörzet alelnöke, Krammer Adolf; valamint a Zsidó Múzeum és az Izraelita Magyar Irodalmi Társulat elnöke is részt vett az ünnepségen. A közélet előkelőségei közül Vida Jenő és Fleissig Sándor felsőházi tagok is megjelentek. Részvételét tette az Országos Frontharcos Szövetség, valamint a zsidó cserkészcsapatok is eljöttek az eseményre. Az építész szellemiséget Tyroler József építészmérnök, az építőmunka kivitelezője; Novák Ede és Hamburger István építőművész; valamint Vető Sándor, az építőbizottság elnöke képviselte. A budai zsidó templomok egyesített kórusa Alpár Ignác vezetésével zsoltárokat adott elő az eseményen. Sirota Sándor, főkántor és Perlmann Arnold, körzeti kántor imája volt hallható az ünnepélyen. Az avató beszédet dr. Kiss Arnold, budai vezető főrabbi tartotta, majd, dr. Benoschofsky Imre, főrabbi gyújtotta meg az örökmécsest. Beszédet mondott még a Zsigmond utcai templom főrabbija, dr. Vidor Pál is. Lamotte Károly, Budapest alpolgármestere üdvözlő beszédet intézett a közösséghez. A tórákat a Verpeléti (ma Karinthy Frigyes) út 4–6. szám alatti imaházból hozták a Lágymányosi zsinagógába. Az ünnepséget a cserkészek kürtje nyitotta meg, majd többek között elhangzott Kiss Arnold vezető főrabbi által írt és Kelen Hugó által megzenésített, Ima a hazáért című alkalmi zsoltár, valamint a Halleluja is. A ceremóniát a Himnusz eléneklése zárta.

### A régi Lágymányosi zsinagóga építészete
A Lágymányosi zsinagógát Novák Ede és Hámor István tervezte. Építészetét az egyszerűség, felépítését a vasbetonszerkezet jellemezte. A díszítésének visszafogottsága és vázszerkezete újdonságként szolgált a zsidó templomépítészetben. Stílusát a bauhaus szellemiség és a romantikus-keleties hagyományelemek ötvözeteként szokták definiálni. Különlegességét többek között a frigyszekrény travertin és márványlap burkolata jelentette, valamint a héber betűk művészi ábrajátéka és az alátámasztás nélküli, lebegő női karzat megvalósítása. A kórus a frigyszekrény felett egy erkéllyel kialakított részen kapott helyet, ahova később az orgona került. Az üvegablakok bibliamotívumokkal tették ünnepélyessé az imaházat, valamint bordázatuk kitűnő világítástechnikai megoldásként szolgált. A színes ablakok kivitelezéséért Hende Vince festőművész felelt.  A zsinagóga további érdekessége az előcsarnok artisztikus kiképzése, melynek köszönhetően imateremként is szolgált. 
A zsinagóga nagyságát hűen jelképezik a 27×25 méter alapterületű és kb. 14 méter magas templomteret határoló falak, melyek ezer ember befogadására voltak alkalmasak. Nagysága mellett a komfortérzetet tovább szolgálta a lépcsőzetesen emelkedő üléstér, mely kilátást tett lehetővé bármely helyről a szentélyre.
A templom egy tervezett épületkomplexum első részeként készült el, ám a további, különböző rendeltetésű épületrészek (iskola, paplak, irodák) megvalósítására már nem volt lehetőség. A TIT tulajdonába kerülésekor a zsinagógát átalakították, az egykori építészeti mesterműveket lerombolták. A külső falak osztatlan belső terét szintekre tagolták, az ablakokat felszabdalták, és azok lekerített részeit kisarkították.  A templomablakok megmentett táblái a Rabbiszeminárium templomába kerültek. A zsinagóga eredeti látványára és rendeltetésére már csak a menórás kovácsoltvas kerítés utal.

## Képtár

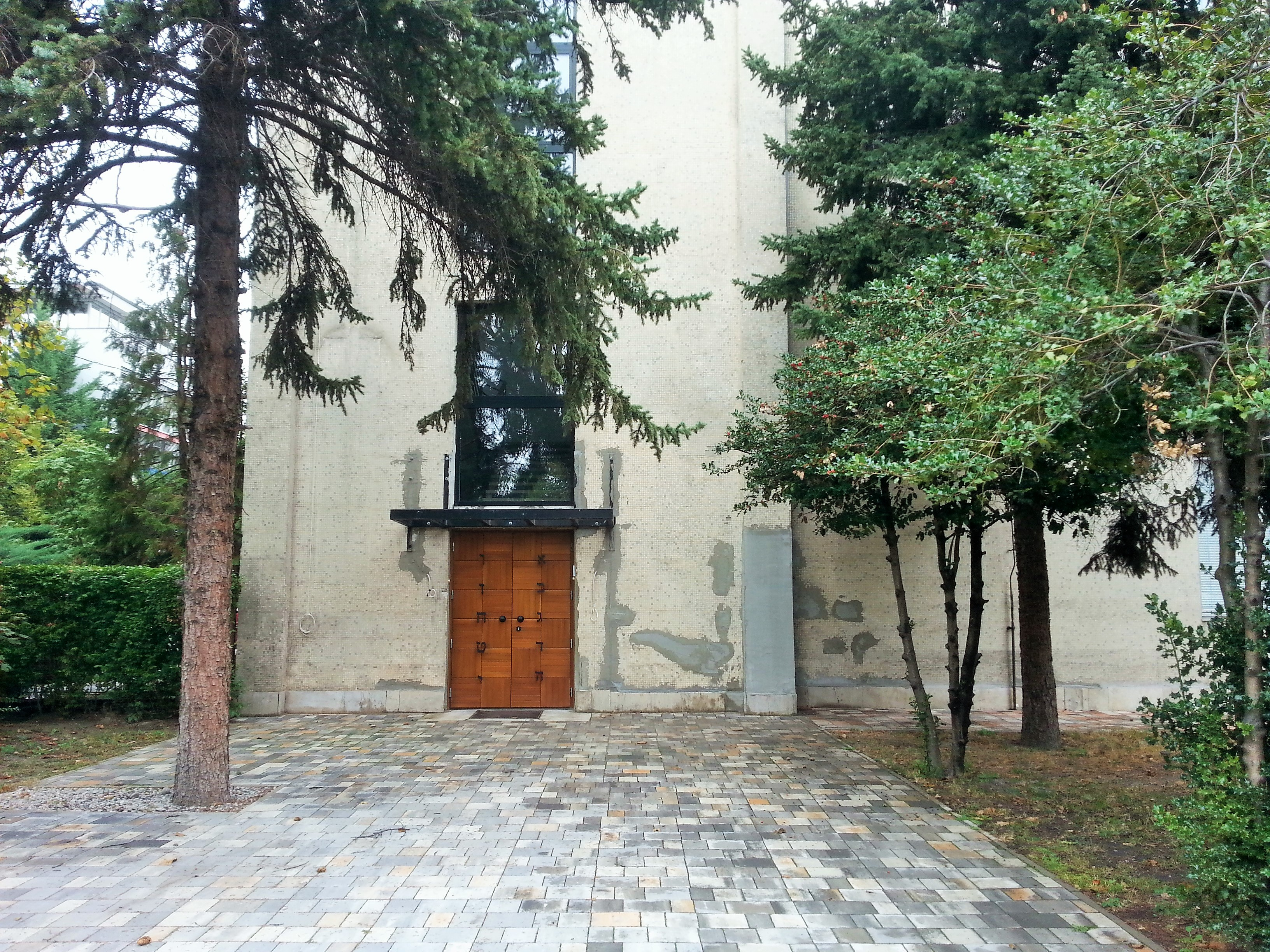
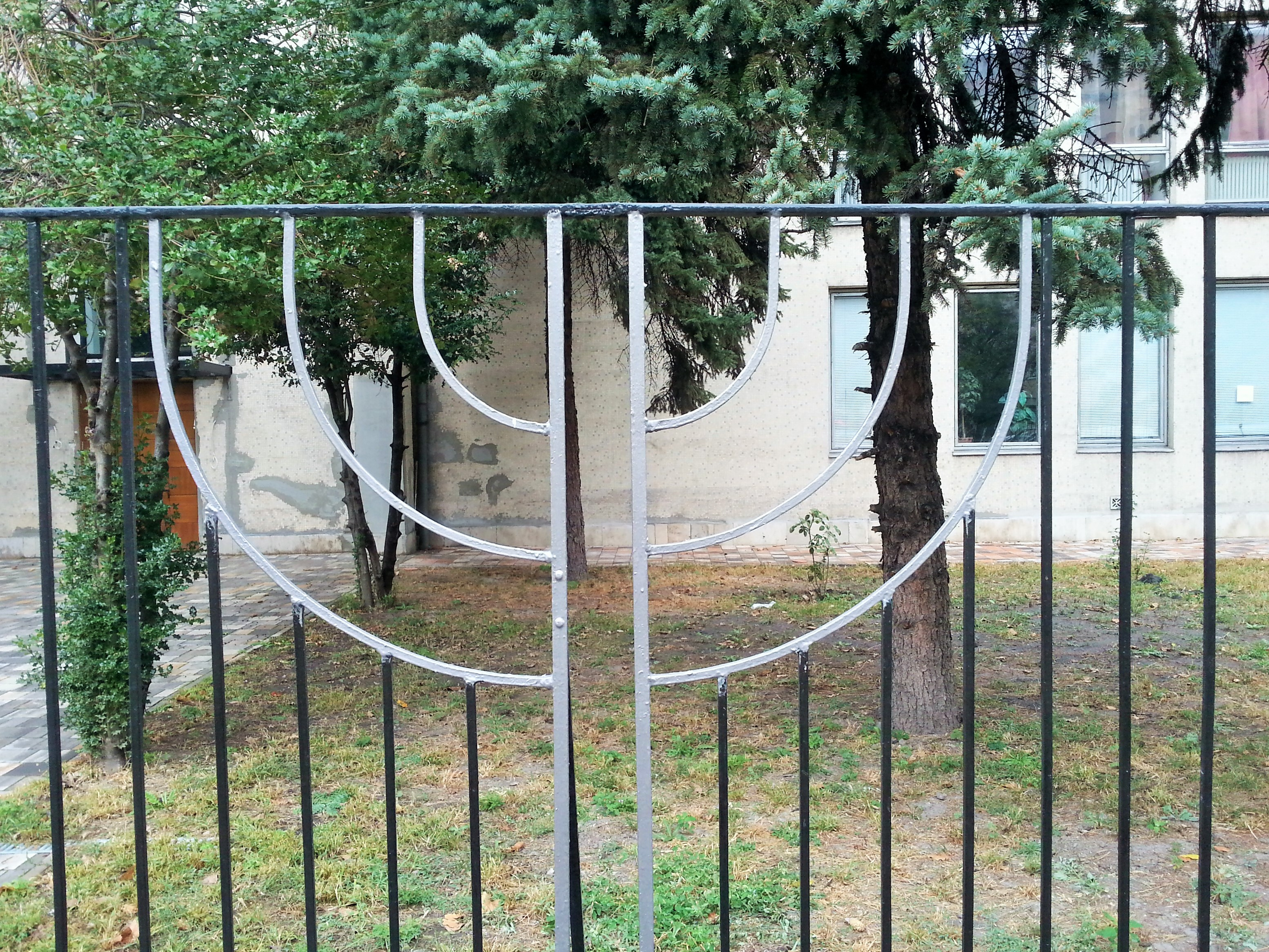
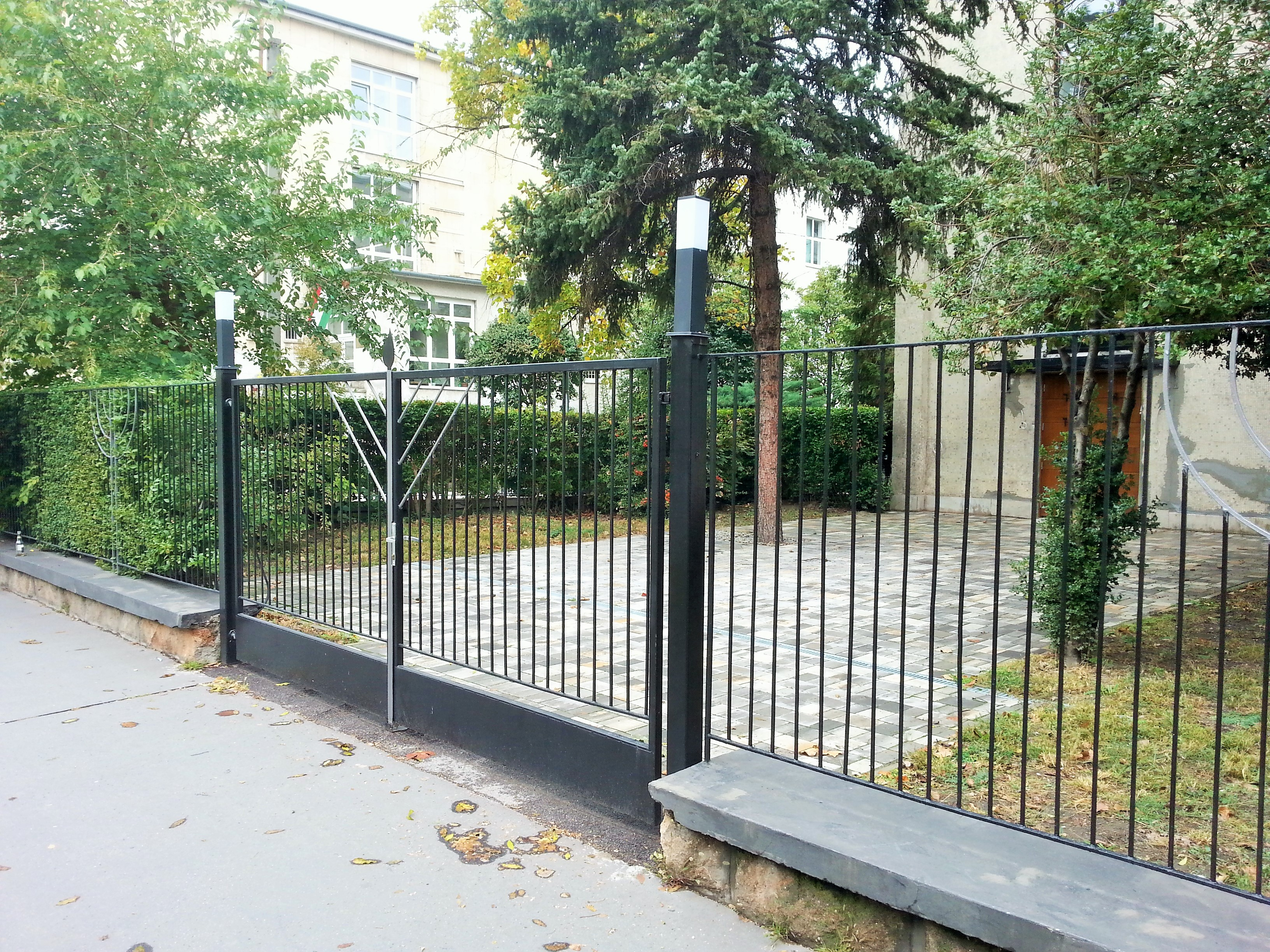
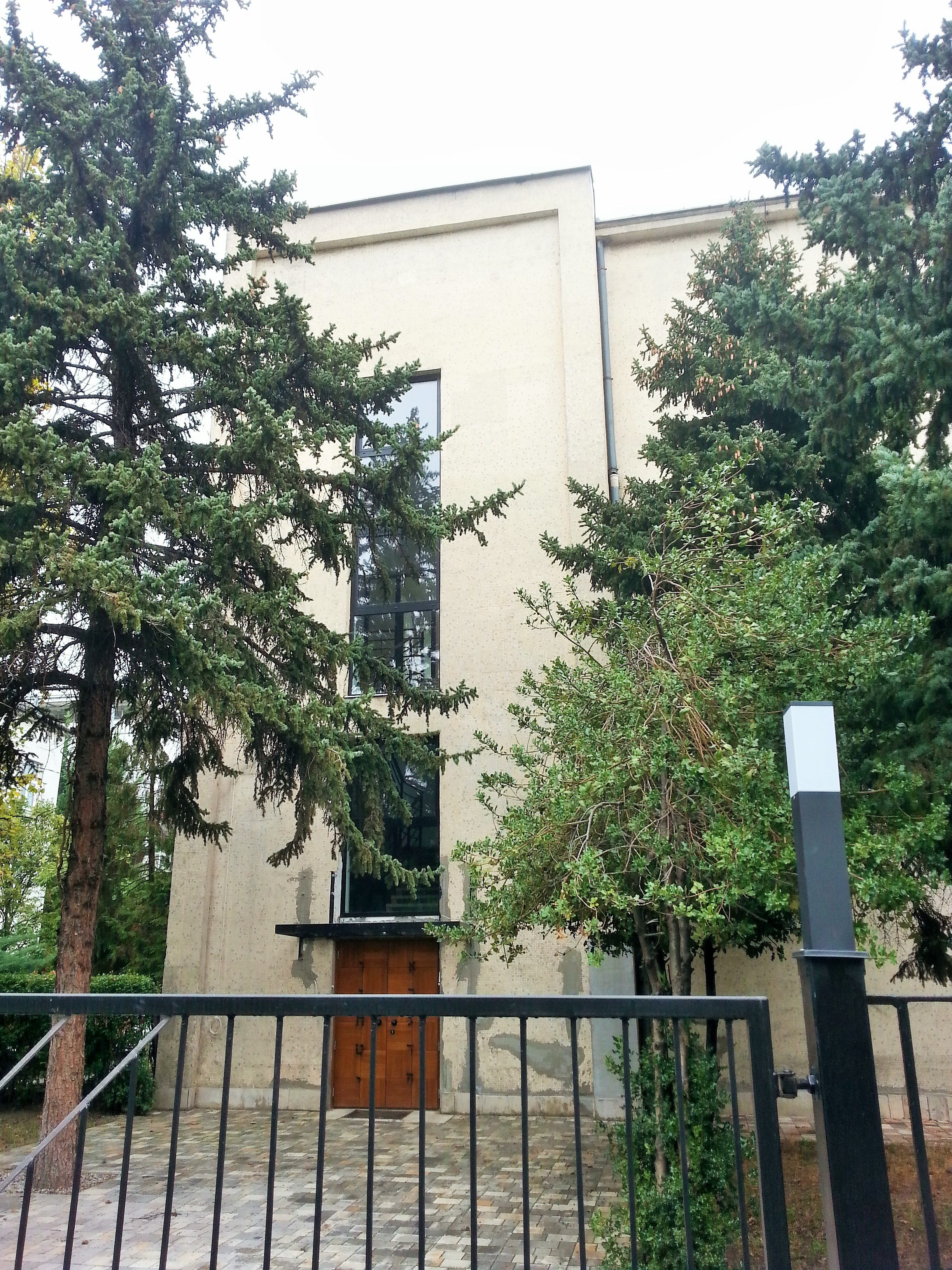

## További irodalom
- https://zsido.com/a-lagymanyosi-nagyzsinagoga-kalandos-tortenete/
- https://tudastar.mazsihisz.hu/lagymanyos-zsinagoga-virtualis-seta/
- https://epiteszforum.hu/nyolcvan-ev-utan-visszakapja-eredeti-funkciojat-ujbuda-zsinagogaja
- https://kibic.hu/2020/08/27/lagymanyoson-nyit-uj-zsinagogat-az-emih/
- https://egykor.hu/budapest-xi--kerulet/zsinagoga---tit-studio/1608
- https://neokohn.hu/2021/08/20/zsinagogakorforgas-a-bocskai-uton/